# Тойні Густафссон
Тойні Густафссон (швед. Toini Gustafsson, 17 січня 1938, Суомуссалмі, Кайнуу, Фінляндія) — шведська лижниця, олімпійська чемпіонка.

## Життєпис
Народилася в Суомуссалмі в західній Карелії, Фінляндія. Вона була однією з 72 000 так званих фінських дітей війни, які були евакуйовані до Швеції через напружені бої радянсько-фінської війни. У 1944 році, у віці 6 років, приїхала до маленького селища Амб'єрбі у Вюрмланді, неподалік від норвезького кордону. Після війни була однією з 15 000 фінських дітей, які не повернулися на батьківщину. Вона отримала шведське громадянство, одружилася і народила доньку в 1956 році.
Ще у школі Тойні була багатообіцяючою лижницею і згодом почала серйозно тренуватися. Її міжнародний прорив відбувся в 1960 році, коли вона на диво виграла 10 км на Хольменколлен, також вигравши в 1967 та 1968 роках, а в 1967 році була нагороджена медаллю на Гольменколленському лижному фестивалі. Тойні Густафссон вперше стала чемпіонкою Швеції в 1962 році і потім здобула 11 національних титулів у 1962—1968 роках. Вона була учасницею шведської естафетної команди на чемпіонаті світу 1962 року в Закопане, яка здобула срібні медалі. Через 4 роки вона здобула свою першу індивідуальну нагороду міжнародного чемпіонату, посівши третє місце на чемпіонаті світу в Осло у перегонах на 10 км. Також вона виграла чергову бронзову медаль у складі естафетної команди. Тойні Густафссон, безперечно, була королевою лижних перегонів на Олімпіаді 1968 року, вигравши обидві окремі змагання. Також вона, як і на Зимових Олімпійських іграх 1964 року, завоювала срібну медаль в естафеті.
Тойні Густафссон була названа шведською спортсменкою року в 1964 році разом з Барбру Мартінссон.
Після сезону 1968 року Густафссон закінчила спортивну кар'єру. Розлучившись з першим чоловіком, одружилася з товаришем по команді Ассаром Реннлундом влітку 1968 року. Пізніше працювала вчителькою фізичної культури. Тойні Густафссон з чоловіком живе в Умео на пенсії.

## Виступи на Олімпіадах
| Олімпіада     | Дисципліна        | Місце  |
| ------------- | ----------------- | ------ |
| Інсбрук 1964  | 5 км              | 6      |
| Інсбрук 1964  | 10 км             | 8      |
| Інсбрук 1964  | естафета 3 × 5 км | Срібло |
| Гренобль 1968 | 5 км              | Золото |
| Гренобль 1968 | 10 км             | Золото |
| Гренобль 1968 | естафета 3 × 5 км | Срібло |